# Egidio Picchiottino
Egidio Picchiottino (Rocca Canavese, 2 gennaio 1903 – Rocca Canavese, 12 dicembre 1981) è stato un ciclista su strada italiano.
Professionista dal 1925 al 1929.

## Carriera
Ottenne alcuni piazzamenti ma nessuna vittoria di rilievo. Nel 1926 fu terzo alla Milano-Sanremo. Ottenne buoni piazzamenti al Giro d'Italia, settimo nel 1927 e quinto nel 1928.

## Piazzamenti

### Grandi giri
- Giro d'Italia

1926: ritirato
1927: 7º
1928: 5º

### Classiche
- Milano-Sanremo

1926: 3º
1927: 15º
1928: 9º
- Giro di Lombardia

1925: 7º
1927: 12º